# فایل کوین
فایل کوین با نماد FIL یک رمزارز است که مشابه با بیت کوین یک شبکه پرداخت متن باز مبتنی بر بلاک چین است. Filecoin یک سیستم ذخیره سازی غیرمتمرکز است که هدف آن "ذخیره مهمترین اطلاعات بشری" می‌باشد. این پروژه در سال ۲۰۱۷ با عرضه اولیه سکه (ICO) ۲۰۵ میلیون دلار سرمایه جمع آوری کرد و در ابتدا تاریخ راه اندازی اواسط سال 2019 را برنامه ریزی کرد. با این حال، تاریخ راه اندازی شبکه اصلی فایل کوین تا بلوک ۱۴۸،۸۸۸، که در اواسط اکتبر سال 2020 انتظار می‌رفت، عقب ماند.
فایل کوین از یک الگوریتم اجماع اثبات کار متفاوت برای شبکه خود استفاده می‌کند. الگوریتم اجماع اثبات کار فایل کوین الگوریتم اثبات فضا نام دارد.
1. ↑  "Filecoin". Wikipedia (به انگلیسی). 2023-07-20.